# Cronologia literal da Bíblia
Cronologia literal da Bíblia é a tentativa de correlacionar as datas históricas usadas na Bíblia com a cronologia dos eventos reais, normalmente começando com a criação em Gênesis 1:1. Alguns dos cálculos mais conhecidos incluem o arcebispo James Ussher, que o colocou em 4004 a.C., Isaac Newton em 4000 a.C. (ambos da Bíblia Hebraica massorética), Martinho Lutero em 3961 a.C., a data tradicional do calendário hebraico de 3760 a.C., e por último, as datas baseadas na septuaginta, de aproximadamente 4650 a.C. As datas entre a septuaginta e a massorética são conflitantes em 650 anos entre a genealogia de Arfaxade a Naor em Gênesis 11:12-24. O texto massorético, que não possui os 650 anos da septuaginta, é o texto usado pela maioria das Bíblias modernas. Não há consenso sobre o que é certo, no entanto, sem os 650 anos adicionais na septuaginta, de acordo com os egiptólogos, as Grandes Pirâmides de Gizé seriam anteriores ao Dilúvio (mas não mostrariam sinais de erosão hídrica) e não forneceriam tempo para o evento da Torre de Babel.

## Visão geral
A Bíblia Hebraica (o Antigo Testamento cristão) data os eventos por simples aritmética, tomando a criação do mundo como ponto de partida ou nos livros posteriores, por correlações entre os reinados dos reis em Israel e Judá. Os dados que fornece dividem-se em três períodos:
1. Da Criação à migração de Abraão para Canaã, durante a qual os eventos são datados somando-se as idades dos patriarcas;
2. Da migração de Abraão até a fundação do templo de Salomão, em que a cronologia em Gênesis continua a ser alcançada adicionando idades, mas a partir do Êxodo é geralmente dada em declarações;
3. Desde a fundação do templo em diante, que dá os reinados em anos (às vezes períodos mais curtos) dos reis de Israel e Judá.

Alguns acreditam que para os autores bíblicos a cronologia tinha intenção teológica, funcionando como profecia e não como história. O literalismo bíblico, no entanto, não o trata desta forma, porque os literalistas têm um profundo respeito pela Bíblia como a palavra de Deus. Esta forma de pensar teve as suas origens no fundamentalismo cristão, um movimento do início do século XX que se opôs às interpretações não sobrenaturais da vida de Jesus então correntes, enfatizando, entre outras coisas, a inspiração verbal das escrituras. O conceito ou raciocínio subjacente era que se algo na Bíblia não fosse verdade, tudo entraria em colapso.

## Linha do tempo literalista
A criação de uma cronologia da Bíblia literal enfrenta vários obstáculos, dos quais os seguintes são os mais significativos:
- Existem diferentes textos da Bíblia Hebraica, sendo as principais famílias de textos: a septuaginta, uma tradução grega das escrituras hebraicas originais feita nos últimos séculos antes de Cristo; o texto massorético, uma versão do texto hebraico com curadoria dos rabinos judeus, mas cujos manuscritos mais antigos datam dos primeiros anos do segundo milênio d.C.; e o texto samaritano, restrito aos cinco livros da Torá mais o Livro de Josué. Os três diferem marcadamente um do outro.[9]
- Os literalistas preferem o texto massorético, no qual se baseiam as Bíblias protestantes, mas o texto massorético às vezes contém absurdos, como quando afirma que Saulo subiu ao trono com um ano de idade e reinou por dois anos. Tais erros óbvios podem ser corrigidos por referência a outras versões da Bíblia (neste caso, a septuaginta, que fornece números mais realistas), mas a sua existência põe em causa a ideia fundamentalista de que o texto do TM é a palavra inspirada de Deus.[10] A maioria dos fundamentalistas, com a notável exceção do movimento de Apenas Rei Jaimes, evita isso sustentando que apenas os autores dos autógrafos originais (as primeiras cópias escritas por Moisés e outros) foram inspirados por Deus.[11]
- Muito poucos eventos na Bíblia são mencionados em fontes externas, tornando difícil passar de uma cronologia relativa (X aconteceu antes de Y acontecer) para uma absoluta (X aconteceu em um ano conhecido).
- A Bíblia nem sempre é consistente.[12] Por exemplo, Êxodo 12:40 afirma que os israelitas passaram 430 anos no Egito, enquanto Paulo em Gálatas 3:17 diz que os 430 anos cobrem o período de Abraão a Moisés.[13]
- A interpretação literal das primeiras partes da Bíblia está em contradição direta com a ciência moderna.[14]

## Tabela

### Bíblia Hebraica e Antigo Testamento da Bíblia

#### Era dos Patriarcas (4000–1631 AM)
Baseando-se apenas nos dados dos primeiros capítulos de Gênesis e independentemente do conhecimento científico extra-bíblico, é possível estabelecer uma cronologia desde a criação do universo até os patriarcas. As genealogias em Gênesis 5 e 41, em particular, tornam isso possível porque indicam com que idade alguém teve um filho. A era Anno Mundi assim obtida (AM, desde a criação do mundo) pressupõe que os anos de nascimento indicados podem ser arredondados.
| Data massorética (AM)            | Evento                                                                                | Fonte                                                     |                                  |
| Criação a Dilúvio (4000–2344 AM) | Criação a Dilúvio (4000–2344 AM)                                                      | Criação a Dilúvio (4000–2344 AM)                          | Criação a Dilúvio (4000–2344 AM) |
| -------------------------------- | ------------------------------------------------------------------------------------- | --------------------------------------------------------- | -------------------------------- |
| AM 4000                          | Criação do universo                                                                   | Gênesis 1:1–2                                             |                                  |
| AM 4000                          | Criação da luz                                                                        | Gênesis 1:3–5                                             |                                  |
| AM 4000                          | Criação do firmamento e céu                                                           | Gênesis 1:6–8                                             |                                  |
| AM 4000                          | Criação do planeta Terra e das plantas                                                | Gênesis 1:9–13                                            |                                  |
| AM 4000                          | Criação do Sol, da Lua e dos astros                                                   | Gênesis 1:14–19                                           |                                  |
| AM 4000                          | Criação dos animais aquáticos e das aves                                              | Gênesis 1:20–23                                           |                                  |
| AM 4000                          | Criação dos animais terrestres                                                        | Gênesis 1:24–25                                           |                                  |
| AM 4000                          | Criação de Adão e Eva, e começo da humanidade                                         | Gênesis 1:26–31, Gênesis 2:7–8, Gênesis 2:22, Gênesis 5:5 |                                  |
| AM 3870                          | Nascimento de Sete                                                                    | Gênesis 5:3                                               |                                  |
| AM 3765                          | Nascimento de Enos                                                                    | Gênesis 5:6                                               |                                  |
| AM 3675                          | Nascimento de Cainã                                                                   | Gênesis 5:9                                               |                                  |
| AM 3605                          | Nascimento de Malalel                                                                 | Gênesis 5:12                                              |                                  |
| AM 3540                          | Nascimento de Jarede                                                                  | Gênesis 5:15                                              |                                  |
| AM 3378                          | Nascimento de Enoque                                                                  | Gênesis 5:18                                              |                                  |
| AM 3313                          | Nascimento de Matusalém                                                               | Gênesis 5:21                                              |                                  |
| AM 3126                          | Nascimento de Lameque                                                                 | Gênesis 5:25                                              |                                  |
| AM 3070                          | Morte de Adão                                                                         | Gênesis 5:5                                               |                                  |
| AM 3013                          | Entrada de Enoque no Céu                                                              | Gênesis 5:23–24                                           |                                  |
| AM 2958                          | Morte de Sete                                                                         | Gênesis 5:8                                               |                                  |
| AM 2944                          | Nascimento de Noé                                                                     | Gênesis 5:28–29                                           |                                  |
| AM 2860                          | Morte de Enos                                                                         | Gênesis 5:11                                              |                                  |
| AM 2765                          | Morte de Cainã                                                                        | Gênesis 5:14                                              |                                  |
| AM 2710                          | Morte de Malalel                                                                      | Gênesis 5:17                                              |                                  |
| AM 2578                          | Morte de Jarede                                                                       | Gênesis 5:20                                              |                                  |
| AM 2444                          | Nascimento de Sem, Jafé e Cam                                                         | Gênesis 5:32                                              |                                  |
| AM 2349                          | Morte de Lameque                                                                      | Gênesis 7:11, Gênesis 8:13, Gênesis 11:10                 |                                  |
| AM 2344                          | Morte de Matusalém                                                                    | Gênesis 5:31                                              |                                  |
| AM 2344                          | Começo do Dilúvio                                                                     | Gênesis 5:27, Gênesis 7:11                                |                                  |
| Dilúvio a Abraão (2343–1966 AM)  |                                                                                       |                                                           |                                  |
| AM 2343                          | Fim do Dilúvio e Arca de Noé desembarca nas montanhas Ararate                         | Gênesis 8:4, Gênesis 8:13                                 |                                  |
| AM 2341                          | Nascimento de Arpachade                                                               | Gênesis 11:10                                             |                                  |
| AM 2307                          | Nascimento de Selá                                                                    | Gênesis 11:12                                             |                                  |
| AM 2277                          | Nascimento de Éber                                                                    | Gênesis 11:12                                             |                                  |
| AM 2243                          | Nascimento de Pelegue                                                                 | Gênesis 11:16                                             |                                  |
| AM 2243                          | Torre de Babel, confusão das línguas e Ninrode                                        | Gênesis 11:9                                              |                                  |
| AM 2213                          | Nascimento de Reú                                                                     | Gênesis 11:18                                             |                                  |
| AM 2181                          | Nascimento de Serugue                                                                 | Gênesis 11:20                                             |                                  |
| AM 2151                          | Nascimento de Naor                                                                    | Gênesis 11:22                                             |                                  |
| AM 2122                          | Nascimento de Terá                                                                    | Gênesis 11:24                                             |                                  |
| AM 2052                          | Nascimento de Abraão                                                                  | Gênesis 11:26, Gênesis 12:4, Atos 7:2–4                   |                                  |
| AM 2042                          | Nascimento de Sara, esposa de Abraão                                                  | Gênesis 17:17, Gênesis 20:12–13                           |                                  |
| AM 2004                          | Morte de Pelegue                                                                      | Gênesis 11:18–19                                          |                                  |
| AM 2003                          | Morte de Naor                                                                         | Gênesis 11:25                                             |                                  |
| AM 1994                          | Morte de Noé                                                                          | Gênesis 9:28                                              |                                  |
| AM 1977                          | Viagem de Abraão para Harã                                                            | Gênesis 12:4                                              |                                  |
| AM 1976                          | Partida de Abraão para Canaã                                                          | Gênesis 12:4                                              |                                  |
| AM 1974                          | Morte de Reú                                                                          | Gênesis 11:20–21                                          |                                  |
| AM 1974–66                       | "E no 14º ano..." A batalha dos reis no Vale de Siddim                                | Gênesis 14:1–20                                           |                                  |
| AM 1974–66                       | Abraão derrota Quedorlaomer e resgata Ló                                              | Gênesis 14:1–20                                           |                                  |
| AM 1974–66                       | Melquisedeque, rei de Salém, trouxe pão e vinho e abençoou Abraão pelo Deus Altíssimo | Gênesis 14:19                                             |                                  |
| AM 1967                          | "Depois que Abrão habitou dez anos na terra de Canaã..."                              | Gênesis 16:3–16                                           |                                  |
| AM 1967                          | Casamento de Agar, serva de Sara, com Abraão                                          | Gênesis 16:3–16                                           |                                  |
| AM 1966                          | Nascimento de Ismael                                                                  | Gênesis 16:3–16                                           |                                  |
| Abraão a José (1964–1631 AM)     |                                                                                       |                                                           |                                  |
| AM 1964                          | Morte de Arpachade                                                                    | Gênesis 11:13                                             |                                  |
| AM 1953                          | Aliança de Circuncisão                                                                | Gênesis 17:1–19:29                                        |                                  |
| AM 1953                          | Pacto de Abraão com Deus                                                              | Gênesis 17:1–19:29                                        |                                  |
| AM 1953                          | Destruição de Sodoma e Gomorra                                                        | Gênesis 17:1–19:29                                        |                                  |
| AM 1952                          | Nascimento de Isaac                                                                   | Gênesis 21:5                                              |                                  |
| AM 1951                          | Morte de Serugue                                                                      | Gênesis 11:23                                             |                                  |
| AM 1917                          | Morte de Terá                                                                         | Gênesis 11:32                                             |                                  |
| AM 1877                          | Morte de Abraão                                                                       | Gênesis 25:7                                              |                                  |
| AM 1874                          | Morte de Selá                                                                         | Gênesis 11:15                                             |                                  |
| AM 1859                          | Morte de Sara                                                                         | Gênesis 23:1                                              |                                  |
| AM 1842                          | Morte de Sem                                                                          | Gênesis 11:11                                             |                                  |
| AM 1832                          | Nascimento de Esaú e Jacó                                                             | Gênesis 25:26                                             |                                  |
| AM 1813                          | Morte de Éber                                                                         | Gênesis 11:17                                             |                                  |
| AM 1769                          | Morte de Ismael                                                                       | Gênesis 25:17                                             |                                  |
| AM 1741                          | Nascimento de José                                                                    | Gênesis 30:25, Gênesis 41:46                              |                                  |
| AM 1724                          | José foi vendido por seus irmãos                                                      | Gênesis 37:2                                              |                                  |
| AM 1713                          | Na prisão, ele interpretou os sonhos do mordomo-chefe e do padeiro-chefe do Faraó     | Gênesis 41:1                                              |                                  |
| AM 1712                          | Morte de Isaac                                                                        | Gênesis 35:28                                             |                                  |
| AM 1711                          | José foi nomeado governante do Egito                                                  | Gênesis 41:46                                             |                                  |
| AM 1702                          | Jacó mudou-se para o Egito                                                            | Gênesis 47:9, Gênesis 45:11, Gênesis 41:46                |                                  |
| AM 1685                          | Morte de Jacó                                                                         | Gênesis 47:28                                             |                                  |
| AM 1631                          | Morte de José                                                                         | Gênesis 50:26                                             |                                  |

Gráfico

### Citações
1. 1 2  Barr 2001, p. 96.
2. ↑  A Bíblia Hebraica septuaginta contém 650 anos adicionais do que o texto massorético de Gênesis 11:12-24.
3. ↑  As pirâmides foram construídas em 2550 a.C. de acordo com National Geographic que seria anterior ao Dilúvio em 2350 a.C. de acordo com creationista com base em datas fornecidas no texto massorético.
4. ↑  Barr 2001, pp. 96–97.
5. ↑  Christensen 1990, p. 148.
6. ↑  Thompson 2007, pp. 73–74.
7. ↑  Olson 2011, p. 22.
8. 1 2  Wood 2005, p. 28.
9. ↑  Northcote 2004, p. 1.
10. ↑  Vriezen & van der Woude 2005, p. 98.
11. ↑  Whelan 2012, p. unpaginated.
12. ↑  Greenspahn 2016, p. 380.
13. ↑  Barr 2001, p. 97.
14. ↑  Israel's Exodus in Transdisciplinary Perspective. [S.l.]: Springer. 28 de março de 2015. 5 páginas. ISBN 978-3-319-04768-3